# Минамото-но Юкииэ
Минамо́то-но Юкииэ (яп. 源　行家, 1145 — 1 июня 1186) — полководец из клана Минамото, живший в конце периода Хэйан. Был одним из участником в войне Гэмпэй против дома Тайра.

## Биография

### Ранние годы
Отцом Минамото-но Юкииэ являлся Минамото-но Тамэёси, в то время как ни имя матери ни точная дата его рождения не известна. В юности был известен под именем Кумано Дзюро, в связи с тем что какое-то время он жил на территории одного из храмов Кумано (Сингу). В 1159 году произошёл мятеж Хэйдзи против клана Тайра, организованный его братом Минамото-но Ёситомо и Фудзиварой-но Нобуёри, на сторону которых он встал. После того как мятежники были сокрушены и казнены, Юкииэ, чтобы не разделить участь брата, сбежал на территорию храмов Кумано, где в дальнейшем около 20 лет продолжал скрываться.

### Война Гэмпэй
В 1180 году Минамото-но Ёримаса, единственный оставшийся из дома Минамото при дворе в столице после мятежа Хэйдзи, призвал его на службу, целью которой было передача во все провинции Минамото призыва принца Мотихито о восстании против Тайра захвативших власть в государстве. Тогда же был назначен личным гонцом (куродо (яп. 蔵人)) бывшей императрицы Акико Найсинно, принявшей на тот момент монашеский сан, и сменил своё имя на Юкииэ.
Он также поспособствовал тому чтобы его племянник Минамото-но Ёритомо поднялся на борьбу, но не войдя под командование Ёритомо, из-за того что добивался своих независимых военных сил, в отношениях между ними произошёл разлад. В 1181 году произошла битва при Суноматагава в провинции Овари, которая началась с попытки Юкииэ нанести незаметный удар под покровом ночи по силам Тайра под командованием Тайры-но Томомори. Войска Юкииэ переходили реку вброд, но их план потерпел неудачу, в связи с тем, что Тайра смогли легко заметить и отличить своих сухих от насквозь промокших воинов противника. Юкииэ с войском был оттеснён обратно, после чего ушёл к реке Яхаги в провинции Микава, но войска Тайра последовали за ним. Потерпев сокрушительное поражение, Юкииэ убежал к Ёритомо. Кроме того, из-за того что Ёритомо отказал ему в просьбе о владениях, Юкииэ в дальнейшем перешёл под командование другого своего племянника Минамото-но Ёсинаки.
Летом 1183 года Минамото-но Ёсинака, после нескольких значительных побед ослабивших Тайра, вступил в столицу Хейан вместе с Минамото-но Юкииэ, который в отличие от племянника вновь в битве с войсками Тайра потерпел поражение, хотя на фоне всей битвы за столицу это не сыграло большой роли. Отношения с главой дома Минамото-но Ёритомо у обоих были натянутыми, примером послужил инцидент, случившийся не за долго до падения столицы, где Ёритомо отправил экспедицию против войск Ёсинаки, хотя дело и закончилось лишь манёвром армий, но факт неприятия к победам Ёсинаки стал очевидным. Овладев столицей, Юкииэ и Ёсинака начали спорить между собой из-за старшинства, в то время как войска обоих начали бесчинствовать в городе, вызвав тем самым недовольство народа и так недавно бывшем в угнетении дома Тайра. Эти события послужили поводом для Минамото-но Ёритомо убрать Ёсинаку. В конце 1183 года Ёсинака и Юкииэ предприняли попытку добить клан Тайра и выдвинулись из столицы, но потерпели поражение. Юкииэ понимая, что теперь в отсутствии должной армии он и Ёсинака будут смещены со столицы, покинул своего племянника. В 1184 году силы Камакуры во главе Минамото-но Ёсицунэ и Минамото-но Нориёри, также являвшимися племянниками Юкииэ, разгромили остатки войска Минамото-но Ёсинаки. После этого в этом же году Юкииэ возвращается в столицу.
В дальнейшем Юкииэ, не принимая участия в подавлении дома Тайра, хотя и сблизился со своим племянником Ёсицунэ, решил не отправляться в ставку Камакуру, а став наполовину независимым, руководить провинциями Идзуми и Кавати.

### Изгнание и гибель
Через некоторое время в 1185 году когда Минамто-но Ёритомо запланировал усмирение своего дяди Юкииэ, последний объединился с Минамото-но Ёсицунэ (являвшегося младшим братом Ёритомо), у которого после победы в битве при Дан-но-ура также осложнились отношения с главой дома, и получили повеление от экс-императора Го-Сиракавы усмирить уже самого главу Камакуры Ёритомо. Однако воинов, поддерживающих Юкииэ и Ёсицунэ, было мало, и когда большая армия Ёритомо из Камакуры показалась у столицы, Юкииэ и Ёсицунэ со своими сподвижниками оставили столицу.
Чтобы противостоять натиску бакуфу, Ёсицунэ и Юкииэ отправились на запад собирать войска. Однако при переправе по морю обрушившийся шторм погубил их войско, хотя сами они смогли спастись. После чего Юкииэ и Ёсицунэ пошли разными путями, но оба стали изгнанниками как среди императорского двора, так и среди клана Минамото. Со временем загнанный Юкииэ скрылся в замке Хатакэнака-дзё (названный так позднее). Но вскоре по доносу местных жителей Юкииэ был схвачен солдатами Ходзё-но Токисады и обезглавлен вместе со своими вторым и третьим сыновьями Иэмицу и Юкиёри.